# Bataille d’El-Mechta
La Bataille d’El-Mechta, est une bataille qui a lieu en 1775, et oppose les Abid al-Bukhari avec à leur tête le prince Yazid Ben Mohammed, à une coalition fidèle au sultan Mohammed Ben Abdellah regroupant la confédération Aït Idrassen, le guich des Oudaïas et la tribu Guerrouane. Finalement, les Abid al-Bukhari de Meknès sont battus et comptent environ 400 morts, tandis que les coalisés comptent 100 tués et le même nombre de blessés.

## Contexte et déroulement
En 1775, le sultan Mohammed Ben Abdellah envoie le caïd Echhâhed accompagné de son chambellan, le caïd el-Mokhtâr afin de réunir 1 000 familles de Abids de Meknès, et les conduire à Tanger sur ordre du sultan Mohammed. Bien que l'ordre du sultan déplaît fortement aux Abids, c'est l'arrogance du caïd Echhâhed qui pousse véritablement les Abids à la révolte. Les deux caïds échappent de peu à la mort, et réussissent à s'enfuir. Le caïd Echhâhed s'enferme dans son harem et voit sa maison être pillée et détruite,.
En apprenant ces faits, le sultan Mohammed Ben Abdellah qui se trouvait à Marrakech, envoie son fils Yazid Ben Mohammed rétablir l'ordre. Dès son arrivée, les Abids de Meknès le proclament sultan. Yazid se prête finalement à leurs agissements, et aggrave encore plus la révolte. Il appelle ainsi toutes les tribus du pays et le guich des Oudaïas à le reconnaître comme souverain légitime. Mohammed Ou Aziz, caïd et chef de la confédération Aït Idrassen refuse tout comme le guich des Oudaïas et la tribu Guerrouane. Mohammed Ou Aziz qui n'est pas présent sur les lieux, envoie 2 000 combattants berbères de sa confédération, renforcer les Oudaïas qui s'apprêtent à être attaquer. La tribu Guerrouane renforce également les Oudaïas, en vue d'une bataille décisive,.
Finalement, les Abid al-Bukhari commandés par Yazid Ben Mohammed, s'attaquent aux coalisés fidèles au sultan Mohammed Ben Abdellah, père de Yazid. Après une longue bataille meurtrière, les Abids sont vaincus et comptent près de 400 morts, et un nombre considérable de blessés, tandis que les pertes des coalisés s’élèvent à 100 tués et le même nombre de blessés,.

## Conséquences
En apprenant ces événements, le sultan Mohammed Ben Abdellah quitte Marrakech à la tête des Abids de Marrakech et des tribus du Haouz. À peine arrivé à Salé, qu'Yazid s'enfuit de Meknès pour se réfugier dans la zaouïa de Moulay Idriss Zerhoun. Amené de force par les chérifs et marabouts de la ville à son père, celui-ci finit par lui pardonner. Ce sont ensuite les Abids qui viendront à lui accompagnés de leurs enfants et d'exemplaires du Coran, Mohammed Ben Abdellah leur pardonne, et les répartit dans les villes de Tanger, Rabat et Larache,.

## Sources

### Sources bibliographiques
1. ↑  Ahmed Ezziâni 1886, p. 146
2. 1 2 3  Ahmed Ezziâni 1886, p. 147
3. 1 2 3  Ahmed Ezziâni 1886, p. 148
4. ↑  Hamet 1923, p. 371

#### Francophone
- Aboulqâsem ben Ahmed Ezziâni, Le Maroc de 1631 à 1812 / de Aboulqâsem ben Ahmed Ezziâni ; publié et traduit par O. Houdas, E. Leroux (Paris), 1886, 346 p.
- Ismaël Hamet, Histoire du Maghreb : cours professé à l'Institut des hautes études marocaines / Ismaël Hamet, E. Leroux (Paris), 1923, 502 p.